# Cao Cao
Cao Cao /țao țao/ (n. 155 - d. 15 martie 220) a fost un general chinez care și-a asumat prerogative imperiale la sfârșitul dinastiei Han. A devenit cunoscut pentru înăbușirea Răscoalei Turbanelor Galbene, din ultimii ani ai dinastiei Han. În ciuda acestei victorii, dinastia era iremediabil slăbită, iar în haosul politic creat, Cao Cao a ocupat partea nordică strategică a Chinei, în jurul capitalei Luoyang. Teritoriul stăpânit de acesta era cunoscut și sub numele de Regatul Wei. Istoricii confucianiști și legendele populare îl descriu ca pe tipul mișelului lipsit de scrupule. Același portret rezultă și din romanul Povestea celor trei regate din sec. IV d.Hr. Fiul său, Cao Pi a întemeiat dinastia Wei (220-265/266 d.Hr.).

## Familia
- Bunic: Cao Teng
- Tatăl: Cao Song
- Mama:
- Unchi:
- Copii:
  - Cao Pi
  - alți 25 de fii
  - 6 fiice
- Copii adoptați:
  - Cao Zhen
  - Cao Xian
  - Qin Lang
  - He Yan
- Soție: Doamna Bian
  - 15 consoarte

1. 1 2 3 4  China Biographical Database
2. ↑  Autoritatea BnF, accesat în 10 octombrie 2015